# 滴
滴，是極小量的液體單位，能以任何形態出現。

水滴

一支簡單的垂直管狀物體，慢慢流動液體到末端，便形成最容易出現的水滴。當氣態水份遇上冰冷的物體表面，冷凝作用便會發生，過度冷卻水蒸氣，霧化成水滴，結露的現象也是由於冷凝作用的關係。
數學上，垂直管狀物體末端水滴的最大可承受重量可以此計算：
{\displaystyle mg=3\pi a\lambda \cos \alpha }
mg ，又即 W ，為液滴的重量； π 為圓周率； a 為管口半徑； λ 為液體的表面張力； α 為接觸角度（液面與剛體接觸點的延伸切線與剛體平面之間的角度）。這個關係是簡單地量度表面張力的基礎，常用於石油工業。
此外，由於水和空氣的折射率，光線折射和反射在雨珠表面，導致彩虹的形成。

### 液滴的連橫圖

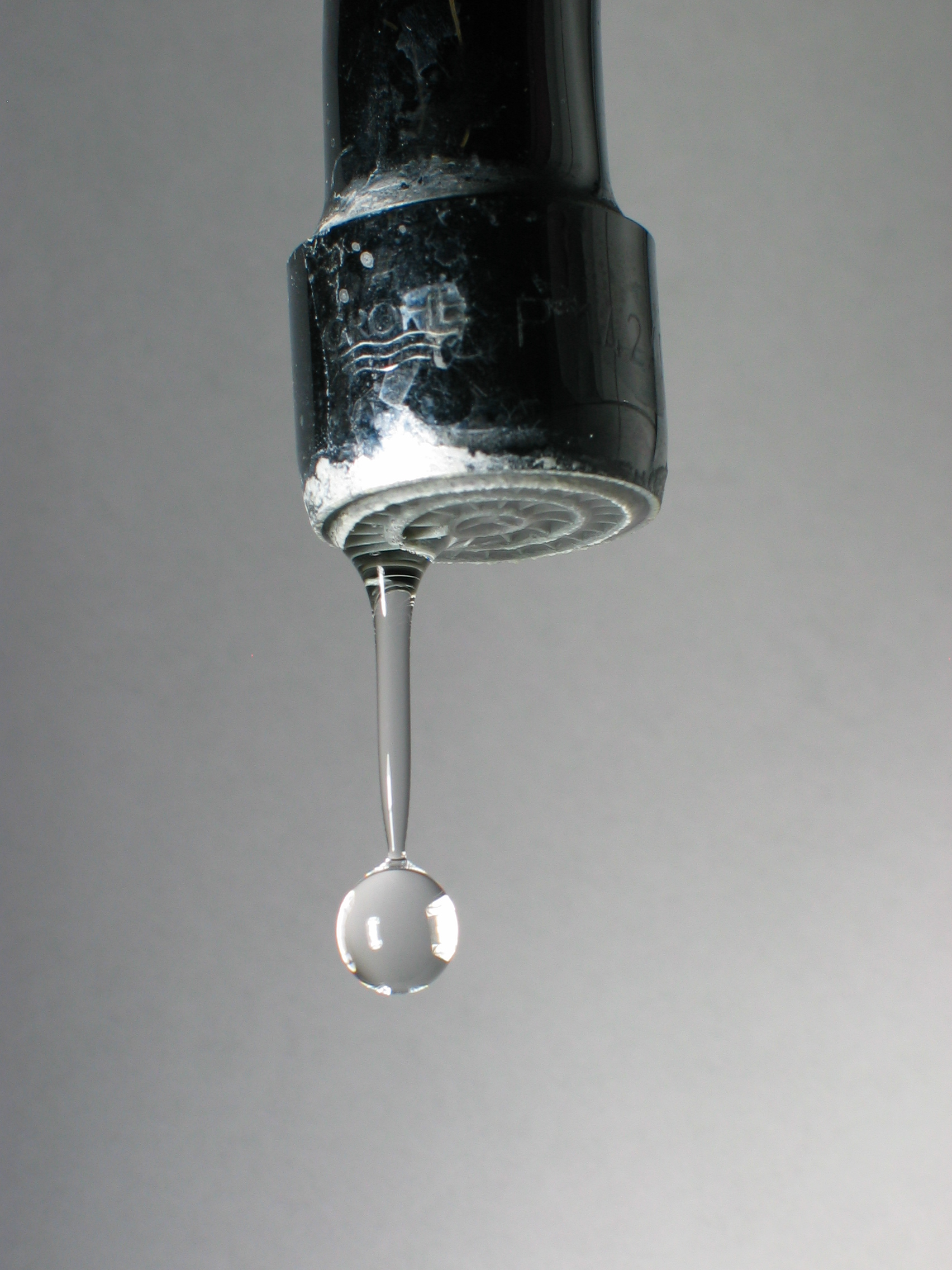
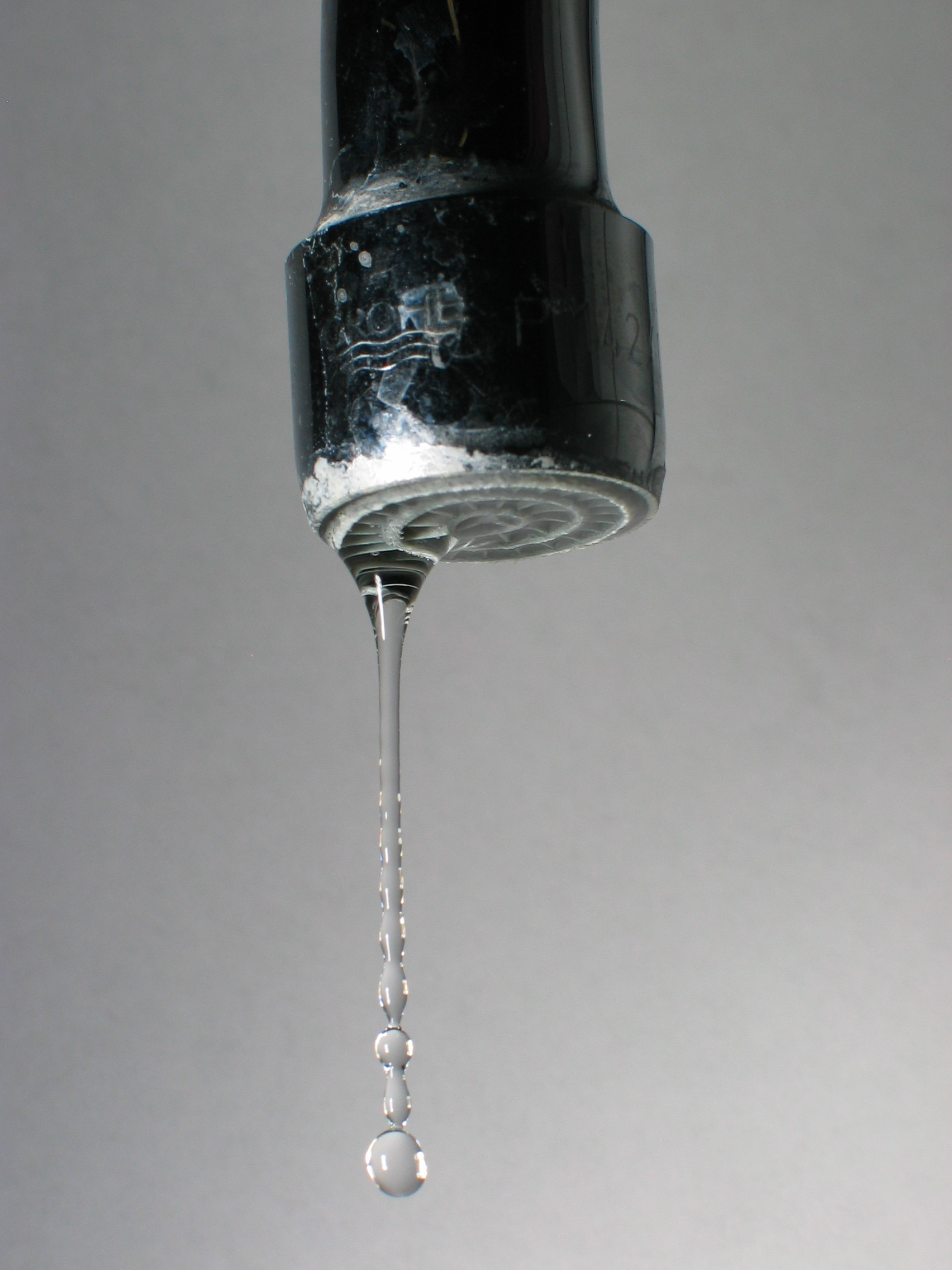
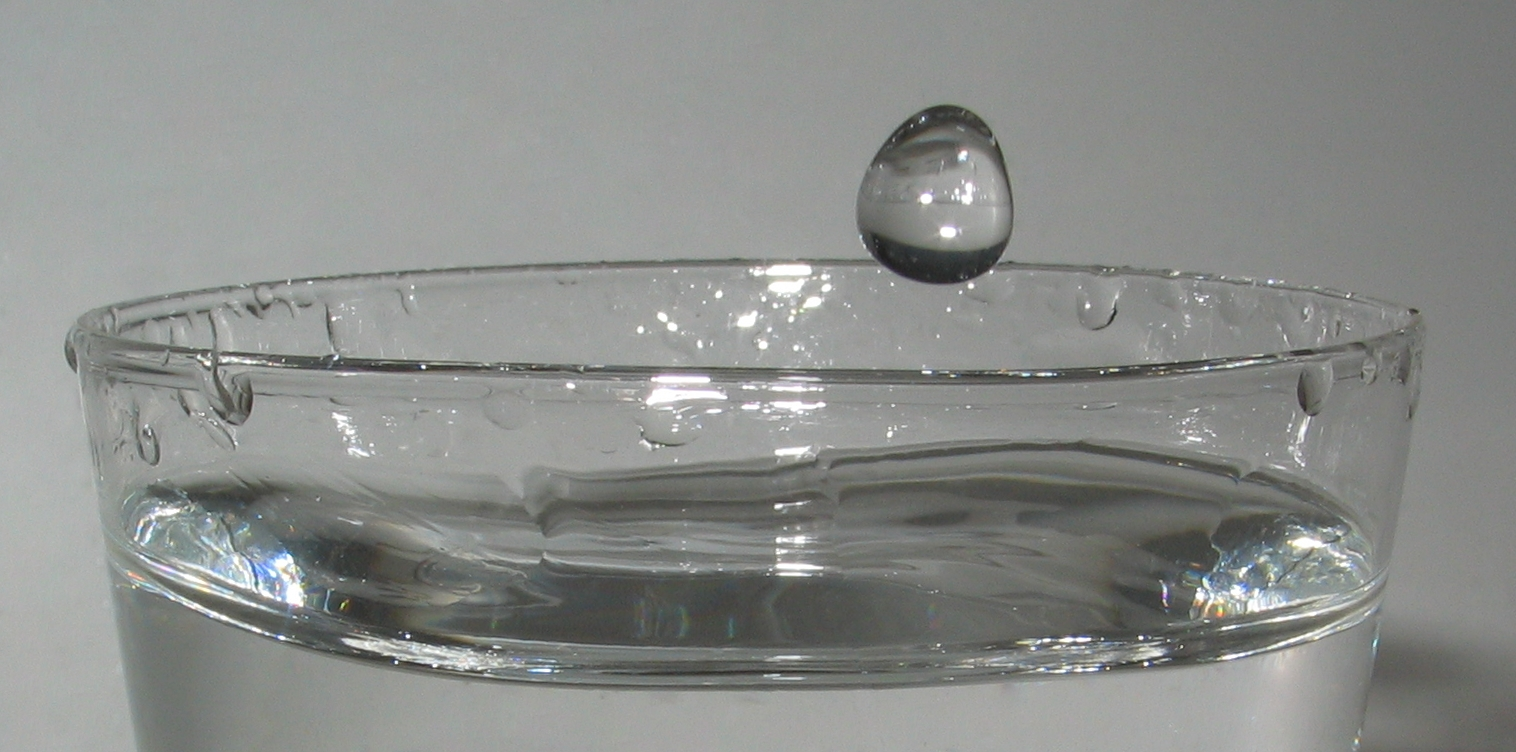
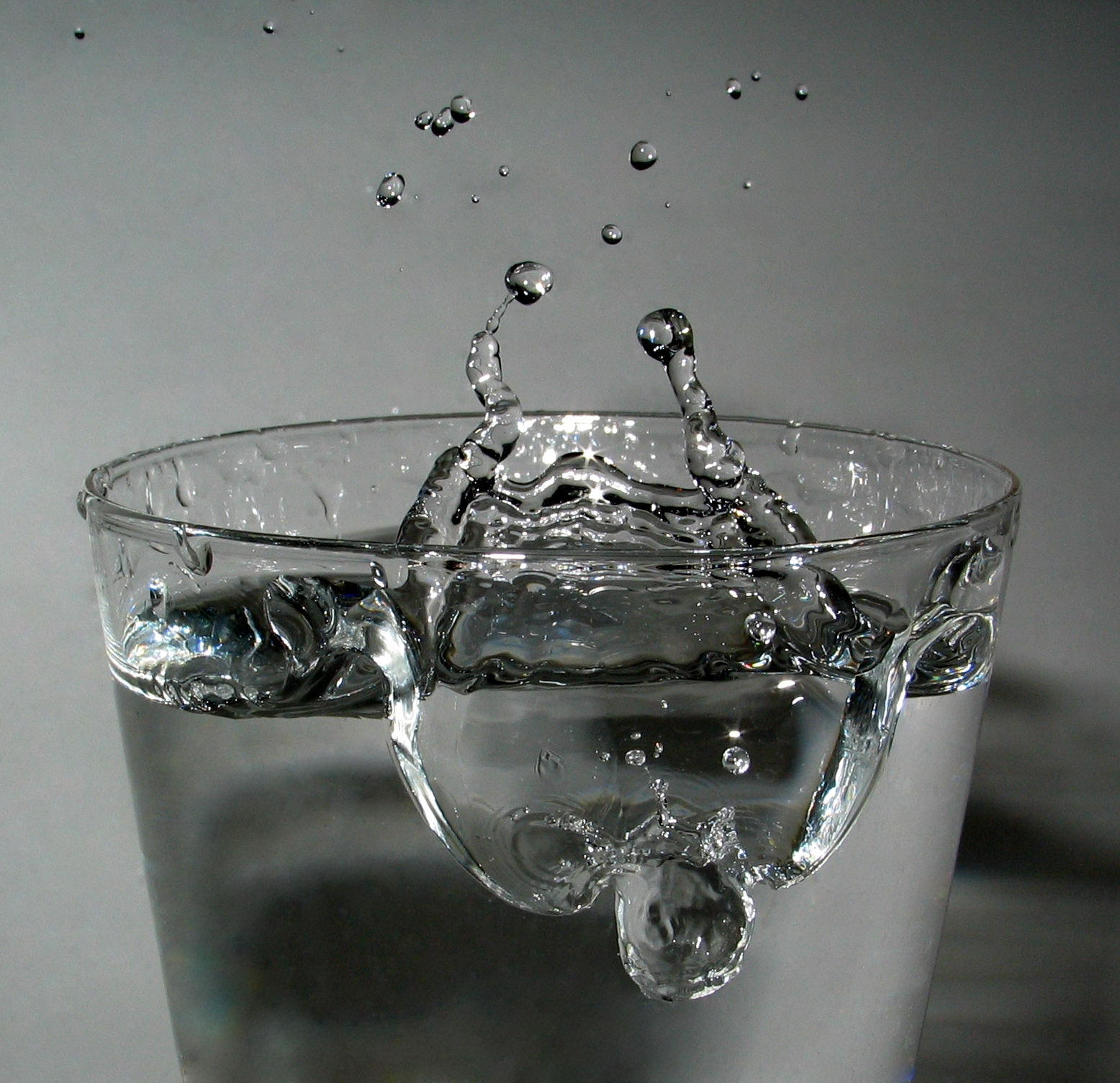
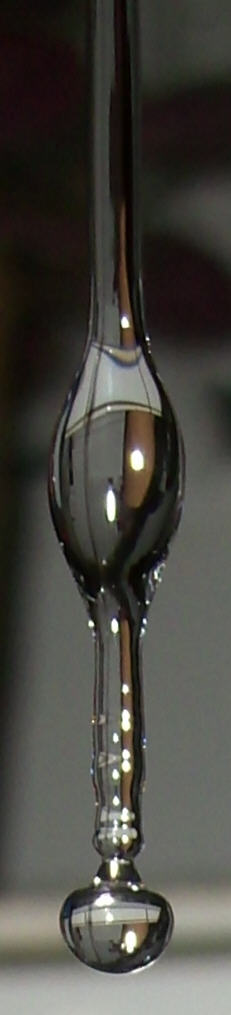